# Medzinárodný folklórny festival Myjava
Medzinárodný folklórny festival Myjava je folklorní festival, který se již desetiletí (v roce 2008 49. ročník) koná zpravidla tři nebo 4 dny uprostřed června na Myjavě. Už desetiletí festival začíná vernisáží výstavy v SNM - Muzeum SNR Myjava. 

## Festival v roce 2007
V roce 2007 se festivalu zúčastnil divadelní soubor Pomlázka z Myjavy (lidové divadlo). Po slavnostním otevření, které bylo spojeno s předáváním cen, následoval regionální program, ve kterém se představili domácí folklorní soubory a skupiny. 
Zahraniční rozměr festivalu pomáhá formovat spolupráci a členství v CIOFF. Ze zahraničních souborů se v roce 2007 zúčastnili folklorní soubory z Alžírska, Bulharska, České republiky, Srbska, Ukrajiny, Polska, Švédska, Západní Papui, Irska a možná i z Afriky. 
Nechyběl tradiční JARMEK a SPRIEVOD FESTIVALU. Své místo v dopoledních hodinách si našel přednáškový cyklus odborníků nebo vyprávění pro ty, co chtějí vědět o folklóru více, v prostorách evangelické fary, ale i hudebně literární kompozice věnována Myjavské lidové taneční hudbě.
Dětské diváky pozvali do Trnovcov na setkání s pohádkou a dětské divadlo. Pro starší generaci nabídli tance a písně Záhoří a Trnavska, program o dudách a dudácích. Večer patřil folklórním souborům ze Slovenska a zahraničním přátelům. Lidové zábavy jsou nedílnou součástí pátečního i sobotního večera. Festivalové nedělní dopoledne patřilo dětem a taneční škole, v níž vyučovali tanečníci zahraničních souborů. Osvěžením mohlo být i vzpomínkové vyprávění o Myjavské rodačce Zuzce Zgurišce. Dětským folklórním souborům amfiteátr v Trnovci patřil od 14,00 hod. a pak už následoval závěrečný program festivalu - galaprogram.
Programy Mezinárodního folklorního festivalu Myjava (Festival evropské tradiční kultury) chtějí nejen připomenout, co jsme zdědili a zachovali, ale i to, co jsme vytvořili.

## Online přenos
Program MFF Myjava lze sledovat i přes internet. V roce 2007 se internetoví fanoušci mohli těšit i na online přenos z městečka MY-A-VY.  